# تور دي سويس للسيدات 2021
تور دي سويس للسيدات 2021 هو سباق دراجات هوائية، وهو الموسم رقم 1 من تور دي سويس للسيدات، وأقيم خلال الفترة 5 يونيو 2021، وحتى 6 يونيو 2021، وهو أحد سباقات سباق الدراجات على الطريق للسيدات 2021، وشارك فيه 96 متسابقاً ووصل إلى نهايته 75 متسابقاً.
فاز بالمركز الأول ليزي ديجنان، وبالمركز الثاني Elise Chabbey ‏، وبالمركز الثالث مارلين رويسر، وفاز ليزي ديجنان في ترتيب النقاط، وكان الفائز حسب النقاط للشباب Mikayla Harvey ‏، وكان الفائز في تصنيف الجبال ليزي ديجنان.

## الفرق
| فرق سيدات عالمية (4)- ألي بي تي سي ليوبليانا 2021 ‏ - كانيون إس آر إيه إم راسينغ 2021 ‏ - FDJ–Suez ‏ - Lidl–Trek (women's team) ‏ فرق دراجات قارية سيدات (9)- أيه آر مونكس برو سيكلينج للسيدات 2021 ‏ - Andy Schleck–CP NVST–Immo Losch ‏ - Aromitalia–Basso Bikes–Vaiano ‏ - Ceratizit Pro Cycling ‏ - فريق كوجياس ميتلر لوك برو للدراجات 2021 ‏ - ماكوجيب تورناتيك جيروندان دي بوردو 2021 ‏ - باركهوتل فالكنبورغ 2021 ‏ - شارينت ماريتايم سيكلينج للسيدات سيكلينج 2021 ‏ - فالكار سيلانس 2021 ‏ فريق دراجات قاري سيدات- Burgos Alimenta Women Cycling Sport ‏ فريق وطني- فريق سويسرا لركوب الدراجات للسيدات ‏ فرق دراجات هواة سيدات (2)- BeCycling Regional Team‏ - Velo 67‏ |  |
| |  |

## المراحل
| قائمة المراحل | قائمة المراحل | قائمة المراحل         | قائمة المراحل      | قائمة المراحل | قائمة المراحل    | قائمة المراحل  |
| المرحلة       | التاريخ       | الدورة                |                    | المسافة (كم)  | الفائز بالمرحلة  | القائد العام   |
| ------------- | ------------- | --------------------- | ------------------ | ------------- | ---------------- | -------------- |
| مرحلة 1       | 5 يونيو       | فراونفيلد – فراونفيلد | مرحلة جبلية متوسطة | 115٫13        | Elise Chabbey ‏   | Elise Chabbey ‏ |
| مرحلة 2       | 6 يونيو       | فراونفيلد – فراونفيلد | مرحلة مستوية       | 97٫72         | مارتا باستيانيلي | Lizzie Deignan |

## النتيجة

### مرحلة 1
هي مرحلة جبلية متوسطة، أقيمت في 5 يونيو 2021، وامتدّت لمسافة 115.13 كيلومتر. فاز بالمرحلة Elise Chabbey ‏، وكان متصدر الترتيب العام في نهاية المرحلة Elise Chabbey ‏، وكان المتصدر حسب ترتيب النقاط Elise Chabbey ‏، وكان المتصدر في ترتيب التسلق ليزي ديجنان، وتصدر ترتيب النقاط للشباب Mikayla Harvey ‏، وكان متصدر ترتيب الفرق كانيون إس آر إيه إم راسينغ 2021 ‏.
| التصنيف العام         | التصنيف العام     | التصنيف العام   | التصنيف العام      | التصنيف العام |
| العداء                | العداء            | البلد           | الفريق             | الوقت         |
| --------------------- | ----------------- | --------------- | ------------------ | ------------- |
| 1                     | Elise Chabbey ‏    | سويسرا          | Canyon-SRAM Racing | 3 س 01 د 12 ث |
| 2                     | Lizzie Deignan    | المملكة المتحدة | Trek-Segafredo     | + 4 ث         |
| 3                     | مارلين رويسر      | سويسرا          | Alé BTC Ljubljana  | + 33 ث        |
| 4                     | Jolanda Neff ‏     | سويسرا          | سويسرا             | + 43 ث        |
| 5                     | Mikayla Harvey ‏   | نيوزيلندا       | Canyon-SRAM Racing | + 50 ث        |
| 6                     | لوسيندا براند     | هولندا          | Trek-Segafredo     | + 4 د 33 ث    |
| 7                     | تاتيانا جوديرزو   | إيطاليا         | Alé BTC Ljubljana  | + 4 د 35 ث    |
| 8                     | إيريكا ماجندي     | إيطاليا         | Ceratizit-WNT      | + 4 د 35 ث    |
| 9                     | Sina Frei ‏        | سويسرا          | سويسرا             | + 4 د 35 ث    |
| 10                    | Letizia Borghesi ‏ | إيطاليا         | Aromitalia Vaiano  | + 4 د 35 ث    |
| مصدر: ProCyclingStats |                   |                 |                    |               |

### مرحلة 2
هي مرحلة بسيطة، أقيمت في 6 يونيو 2021، وامتدّت لمسافة 97.72 كيلومتر. فاز بالمرحلة مارتا باستيانيلي، وكان متصدر الترتيب العام في نهاية المرحلة ليزي ديجنان.

## المشاركون
| Lidl–Trek (women's team) ‏ TFS | Lidl–Trek (women's team) ‏ TFS | Lidl–Trek (women's team) ‏ TFS |
| ----------------------------- | ----------------------------- | ----------------------------- |
| م                             | عداء                          | مرتبة                         |
| 1                             | Lizzie Deignan                | 1                             |
| 2                             | لوسيندا براند                 | 6                             |
| 3                             | Audrey Cordon-Ragot (طريق)    | 36                            |
| 4                             | Elynor Bäckstedt ‏             | 72                            |
| 5                             | ليتيزيا باتيرنوستر            | 58                            |
| 6                             | تريكسي ووراك                  | 50                            |

| كانيون–إس آر إيه إم ‏ CSR | كانيون–إس آر إيه إم ‏ CSR | كانيون–إس آر إيه إم ‏ CSR |
| ------------------------ | ------------------------ | ------------------------ |
| م                        | عداء                     | مرتبة                    |
| 11                       | Elise Chabbey ‏ (طريق)    | 2                        |
| 12                       | هانا بارنز               | 14                       |
| 13                       | إيلا هاريس               | 40                       |
| 14                       | Mikayla Harvey ‏          | 5                        |
| 15                       | هانا لودفيغ              | 35                       |
| 16                       | الكسيس ريان              | 18                       |

| FDJ–Suez ‏ FDJ | FDJ–Suez ‏ FDJ     | FDJ–Suez ‏ FDJ |
| ------------- | ----------------- | ------------- |
| م             | عداء              | مرتبة         |
| 21            | Stine Borgli ‏     | 34            |
| 22            | أوجيني دوفال      | 17            |
| 23            | Clara Copponi ‏    | 56            |
| 24            | Victorie Guilman ‏ | 42            |
| 25            | Marie Le Net ‏     | 24            |
| 26            | جادي فيل          | 60            |

| Ceratizit Pro Cycling ‏ WNT | Ceratizit Pro Cycling ‏ WNT | Ceratizit Pro Cycling ‏ WNT |
| -------------------------- | -------------------------- | -------------------------- |
| م                          | عداء                       | مرتبة                      |
| 31                         | Laura Asencio ‏             | 32                         |
| 32                         | فرانزيسكا بروس             | 59                         |
| 33                         | ماريا جوليا كونفالونيري    | 21                         |
| 34                         | Sarah Rijkes ‏              | 66                         |
| 35                         | إيريكا ماجندي              | 9                          |
| 36                         | Lara Vieceli ‏              | 54                         |

| يو أي أيه تيم ‏ ALE | يو أي أيه تيم ‏ ALE | يو أي أيه تيم ‏ ALE |
| ------------------ | ------------------ | ------------------ |
| م                  | عداء               | مرتبة              |
| 41                 | مارلين رويسر       | 3                  |
| 42                 | تاتيانا جوديرزو    | 8                  |
| 43                 | Alessia Patuelli ‏  | لم يكمل السباق-2   |
| 44                 | مارتا باستيانيلي   | 12                 |
| 45                 | Anna Trevisi ‏      | 25                 |

| فالكار سيلانس ‏ VAL | فالكار سيلانس ‏ VAL     | فالكار سيلانس ‏ VAL |
| ------------------ | ---------------------- | ------------------ |
| م                  | عداء                   | مرتبة              |
| 51                 | Martina Alzini ‏        | 55                 |
| 52                 | Alice Maria Arzuffi ‏   | 20                 |
| 53                 | Eleonora Gasparrini ‏   | 22                 |
| 54                 | Barbara Malcotti ‏      | 48                 |
| 55                 | Federica Piergiovanni ‏ | 44                 |
| 56                 | إيلينا بيروني          | 45                 |

| أيه آر مونكس برو سيكلينج للسيدات ‏ ASA | أيه آر مونكس برو سيكلينج للسيدات ‏ ASA | أيه آر مونكس برو سيكلينج للسيدات ‏ ASA |
| ------------------------------------- | ------------------------------------- | ------------------------------------- |
| م                                     | عداء                                  | مرتبة                                 |
| 62                                    | أريادنا غوتيريز                       | 43                                    |
| 63                                    | Katia Ragusa ‏                         | 19                                    |
| 65                                    | Maria Vittoria Sperotto ‏              | 68                                    |
| 66                                    | FRA                                   | لم يكمل السباق-2                      |

| باركهوتل فالكنبورغ ‏ PHV | باركهوتل فالكنبورغ ‏ PHV | باركهوتل فالكنبورغ ‏ PHV |
| ----------------------- | ----------------------- | ----------------------- |
| م                       | عداء                    | مرتبة                   |
| 71                      | Nina Buijsman ‏          | 15                      |
| 72                      | Belle de Gast ‏          | 61                      |
| 73                      | Femke Gerritse ‏         | 47                      |
| 74                      | Pien Limpens ‏           | 39                      |
| 75                      | Marit Raaijmakers ‏      | 37                      |
| 76                      | NED                     | 64                      |

| شارينت ماريتايم سيلينج للسيدات ‏ CMW | شارينت ماريتايم سيلينج للسيدات ‏ CMW | شارينت ماريتايم سيلينج للسيدات ‏ CMW |
| ----------------------------------- | ----------------------------------- | ----------------------------------- |
| م                                   | عداء                                | مرتبة                               |
| 81                                  | Noémie Abgrall ‏                     | لم يكمل السباق-2                    |
| 82                                  | Coralie Demay ‏                      | 53                                  |
| 83                                  | Séverine Eraud ‏                     | لم يكمل السباق-1                    |
| 85                                  | Melanie Maurer ‏                     | لم يبدأ-2                           |
| 86                                  | Noemi Rüegg ‏                        | 28                                  |

| فريق كوجياس ميتلر لوك برو للدراجات ‏ CGS | فريق كوجياس ميتلر لوك برو للدراجات ‏ CGS | فريق كوجياس ميتلر لوك برو للدراجات ‏ CGS |
| --------------------------------------- | --------------------------------------- | --------------------------------------- |
| م                                       | عداء                                    | مرتبة                                   |
| 91                                      | GER                                     | 70                                      |
| 92                                      | تمارا بالابولينا ‏                       | 23                                      |
| 93                                      | Aigul Gareeva ‏                          | 52                                      |
| 94                                      | GER                                     | لم يكمل السباق-1                        |
| 96                                      | أولغا زابيلينسكايا                      | 11                                      |

| دبليو سي سي تيم ‏ WCC | دبليو سي سي تيم ‏ WCC | دبليو سي سي تيم ‏ WCC |
| -------------------- | -------------------- | -------------------- |
| م                    | عداء                 | مرتبة                |
| 101                  | Antri Christoforou ‏  | لم يكمل السباق-2     |
| 102                  | Nicole Hanselmann ‏   | 65                   |
| 103                  | ماغورزاتا جاسيسكا    | 46                   |
| 104                  | Tereza Neumanová ‏    | 13                   |
| 105                  | ARG                  | لم يكمل السباق-1     |
| 106                  | Alessia Vigilia ‏     | 63                   |

| Andy Schleck–CP NVST–Immo Losch ‏ ASC | Andy Schleck–CP NVST–Immo Losch ‏ ASC | Andy Schleck–CP NVST–Immo Losch ‏ ASC |
| ------------------------------------ | ------------------------------------ | ------------------------------------ |
| م                                    | عداء                                 | مرتبة                                |
| 111                                  | Michelle Andres ‏                     | 74                                   |
| 112                                  | Fabienne Buri ‏                       | لم يكمل السباق-2                     |
| 113                                  | Georgia Danford‏                      | لم يكمل السباق-2                     |
| 114                                  | Désirée Ehrler ‏                      | لم يكمل السباق-2                     |
| 115                                  | Léna Mettraux ‏                       | 57                                   |
| 116                                  | ساندرا فايس‏                          | لم يكمل السباق-2                     |

| Aromitalia–Basso Bikes–Vaiano ‏ VAI | Aromitalia–Basso Bikes–Vaiano ‏ VAI | Aromitalia–Basso Bikes–Vaiano ‏ VAI |
| ---------------------------------- | ---------------------------------- | ---------------------------------- |
| م                                  | عداء                               | مرتبة                              |
| 121                                | Letizia Borghesi ‏                  | 7                                  |
| 122                                | Inga Češulienė ‏                    | 41                                 |
| 123                                | راسا ليليفيتو                      | 26                                 |
| 124                                | Giulia Marchesini ‏                 | لم يكمل السباق-2                   |
| 125                                | Valentina Scandolara ‏              | لم يكمل السباق-2                   |
| 126                                | Gemma Sernissi ‏                    | لم يكمل السباق-2                   |

| ساس ماكوجيب ‏ MTG | ساس ماكوجيب ‏ MTG   | ساس ماكوجيب ‏ MTG |
| ---------------- | ------------------ | ---------------- |
| م                | عداء               | مرتبة            |
| 131              | Luce Bourbeau‏      | لم يكمل السباق-2 |
| 132              | Morgane Coston ‏    | لم يكمل السباق-2 |
| 133              | Kerry Jonker ‏      | 67               |
| 135              | Callie Swan‏        | لم يكمل السباق-1 |
| 136              | Balladyne Tritsch ‏ | لم يكمل السباق-2 |

| فريق سويسرا لركوب الدراجات للسيدات 2021 ‏ SUI | فريق سويسرا لركوب الدراجات للسيدات 2021 ‏ SUI | فريق سويسرا لركوب الدراجات للسيدات 2021 ‏ SUI |
| -------------------------------------------- | -------------------------------------------- | -------------------------------------------- |
| م                                            | عداء                                         | مرتبة                                        |
| 141                                          | Linda Indergand ‏                             | 16                                           |
| 142                                          | Sina Frei ‏                                   | 10                                           |
| 143                                          | كارولين باور                                 | 27                                           |
| 144                                          | Alessandra Keller ‏                           | 38                                           |
| 145                                          | Jolanda Neff ‏                                | 4                                            |
| 146                                          | Aline Seitz ‏                                 | 62                                           |

| BeCycling Regional Team‏ ___ | BeCycling Regional Team‏ ___ | BeCycling Regional Team‏ ___ |
| --------------------------- | --------------------------- | --------------------------- |
| م                           | عداء                        | مرتبة                       |
| 151                         | SUI                         | 51                          |
| 152                         | Nicole Koller ‏              | 30                          |
| 153                         | Lara Krähemann ‏             | 31                          |
| 154                         | Annika Liehner ‏             | 49                          |
| 155                         | Andrea Waldis ‏              | 29                          |
| 156                         | Linda Zanetti ‏              | 33                          |

| Velo 67‏ ___ | Velo 67‏ ___      | Velo 67‏ ___      |
| ----------- | ---------------- | ---------------- |
| م           | عداء             | مرتبة            |
| 161         | Jutta Stienen ‏   | 73               |
| 162         | SUI              | 75               |
| 163         | SUI              | لم يكمل السباق-1 |
| 164         | Daniela Schwarz ‏ | 69               |
| 165         | SUI              | 71               |
| 166         | SUI              | لم يكمل السباق-2 |

| Lidl–Trek (women's team) ‏ TFS | Lidl–Trek (women's team) ‏ TFS | Lidl–Trek (women's team) ‏ TFS |
| ----------------------------- | ----------------------------- | ----------------------------- |
| م                             | عداء                          | مرتبة                         |
| 1                             | Lizzie Deignan                | 1                             |
| 2                             | لوسيندا براند                 | 6                             |
| 3                             | Audrey Cordon-Ragot (طريق)    | 36                            |
| 4                             | Elynor Bäckstedt ‏             | 72                            |
| 5                             | ليتيزيا باتيرنوستر            | 58                            |
| 6                             | تريكسي ووراك                  | 50                            |

| كانيون–إس آر إيه إم ‏ CSR | كانيون–إس آر إيه إم ‏ CSR | كانيون–إس آر إيه إم ‏ CSR |
| ------------------------ | ------------------------ | ------------------------ |
| م                        | عداء                     | مرتبة                    |
| 11                       | Elise Chabbey ‏ (طريق)    | 2                        |
| 12                       | هانا بارنز               | 14                       |
| 13                       | إيلا هاريس               | 40                       |
| 14                       | Mikayla Harvey ‏          | 5                        |
| 15                       | هانا لودفيغ              | 35                       |
| 16                       | الكسيس ريان              | 18                       |

| FDJ–Suez ‏ FDJ | FDJ–Suez ‏ FDJ     | FDJ–Suez ‏ FDJ |
| ------------- | ----------------- | ------------- |
| م             | عداء              | مرتبة         |
| 21            | Stine Borgli ‏     | 34            |
| 22            | أوجيني دوفال      | 17            |
| 23            | Clara Copponi ‏    | 56            |
| 24            | Victorie Guilman ‏ | 42            |
| 25            | Marie Le Net ‏     | 24            |
| 26            | جادي فيل          | 60            |

| Ceratizit Pro Cycling ‏ WNT | Ceratizit Pro Cycling ‏ WNT | Ceratizit Pro Cycling ‏ WNT |
| -------------------------- | -------------------------- | -------------------------- |
| م                          | عداء                       | مرتبة                      |
| 31                         | Laura Asencio ‏             | 32                         |
| 32                         | فرانزيسكا بروس             | 59                         |
| 33                         | ماريا جوليا كونفالونيري    | 21                         |
| 34                         | Sarah Rijkes ‏              | 66                         |
| 35                         | إيريكا ماجندي              | 9                          |
| 36                         | Lara Vieceli ‏              | 54                         |

| يو أي أيه تيم ‏ ALE | يو أي أيه تيم ‏ ALE | يو أي أيه تيم ‏ ALE |
| ------------------ | ------------------ | ------------------ |
| م                  | عداء               | مرتبة              |
| 41                 | مارلين رويسر       | 3                  |
| 42                 | تاتيانا جوديرزو    | 8                  |
| 43                 | Alessia Patuelli ‏  | لم يكمل السباق-2   |
| 44                 | مارتا باستيانيلي   | 12                 |
| 45                 | Anna Trevisi ‏      | 25                 |

| فالكار سيلانس ‏ VAL | فالكار سيلانس ‏ VAL     | فالكار سيلانس ‏ VAL |
| ------------------ | ---------------------- | ------------------ |
| م                  | عداء                   | مرتبة              |
| 51                 | Martina Alzini ‏        | 55                 |
| 52                 | Alice Maria Arzuffi ‏   | 20                 |
| 53                 | Eleonora Gasparrini ‏   | 22                 |
| 54                 | Barbara Malcotti ‏      | 48                 |
| 55                 | Federica Piergiovanni ‏ | 44                 |
| 56                 | إيلينا بيروني          | 45                 |

| أيه آر مونكس برو سيكلينج للسيدات ‏ ASA | أيه آر مونكس برو سيكلينج للسيدات ‏ ASA | أيه آر مونكس برو سيكلينج للسيدات ‏ ASA |
| ------------------------------------- | ------------------------------------- | ------------------------------------- |
| م                                     | عداء                                  | مرتبة                                 |
| 62                                    | أريادنا غوتيريز                       | 43                                    |
| 63                                    | Katia Ragusa ‏                         | 19                                    |
| 65                                    | Maria Vittoria Sperotto ‏              | 68                                    |
| 66                                    | FRA                                   | لم يكمل السباق-2                      |

| باركهوتل فالكنبورغ ‏ PHV | باركهوتل فالكنبورغ ‏ PHV | باركهوتل فالكنبورغ ‏ PHV |
| ----------------------- | ----------------------- | ----------------------- |
| م                       | عداء                    | مرتبة                   |
| 71                      | Nina Buijsman ‏          | 15                      |
| 72                      | Belle de Gast ‏          | 61                      |
| 73                      | Femke Gerritse ‏         | 47                      |
| 74                      | Pien Limpens ‏           | 39                      |
| 75                      | Marit Raaijmakers ‏      | 37                      |
| 76                      | NED                     | 64                      |

| شارينت ماريتايم سيلينج للسيدات ‏ CMW | شارينت ماريتايم سيلينج للسيدات ‏ CMW | شارينت ماريتايم سيلينج للسيدات ‏ CMW |
| ----------------------------------- | ----------------------------------- | ----------------------------------- |
| م                                   | عداء                                | مرتبة                               |
| 81                                  | Noémie Abgrall ‏                     | لم يكمل السباق-2                    |
| 82                                  | Coralie Demay ‏                      | 53                                  |
| 83                                  | Séverine Eraud ‏                     | لم يكمل السباق-1                    |
| 85                                  | Melanie Maurer ‏                     | لم يبدأ-2                           |
| 86                                  | Noemi Rüegg ‏                        | 28                                  |

| فريق كوجياس ميتلر لوك برو للدراجات ‏ CGS | فريق كوجياس ميتلر لوك برو للدراجات ‏ CGS | فريق كوجياس ميتلر لوك برو للدراجات ‏ CGS |
| --------------------------------------- | --------------------------------------- | --------------------------------------- |
| م                                       | عداء                                    | مرتبة                                   |
| 91                                      | GER                                     | 70                                      |
| 92                                      | تمارا بالابولينا ‏                       | 23                                      |
| 93                                      | Aigul Gareeva ‏                          | 52                                      |
| 94                                      | GER                                     | لم يكمل السباق-1                        |
| 96                                      | أولغا زابيلينسكايا                      | 11                                      |

| دبليو سي سي تيم ‏ WCC | دبليو سي سي تيم ‏ WCC | دبليو سي سي تيم ‏ WCC |
| -------------------- | -------------------- | -------------------- |
| م                    | عداء                 | مرتبة                |
| 101                  | Antri Christoforou ‏  | لم يكمل السباق-2     |
| 102                  | Nicole Hanselmann ‏   | 65                   |
| 103                  | ماغورزاتا جاسيسكا    | 46                   |
| 104                  | Tereza Neumanová ‏    | 13                   |
| 105                  | ARG                  | لم يكمل السباق-1     |
| 106                  | Alessia Vigilia ‏     | 63                   |

| Andy Schleck–CP NVST–Immo Losch ‏ ASC | Andy Schleck–CP NVST–Immo Losch ‏ ASC | Andy Schleck–CP NVST–Immo Losch ‏ ASC |
| ------------------------------------ | ------------------------------------ | ------------------------------------ |
| م                                    | عداء                                 | مرتبة                                |
| 111                                  | Michelle Andres ‏                     | 74                                   |
| 112                                  | Fabienne Buri ‏                       | لم يكمل السباق-2                     |
| 113                                  | Georgia Danford‏                      | لم يكمل السباق-2                     |
| 114                                  | Désirée Ehrler ‏                      | لم يكمل السباق-2                     |
| 115                                  | Léna Mettraux ‏                       | 57                                   |
| 116                                  | ساندرا فايس‏                          | لم يكمل السباق-2                     |

| Aromitalia–Basso Bikes–Vaiano ‏ VAI | Aromitalia–Basso Bikes–Vaiano ‏ VAI | Aromitalia–Basso Bikes–Vaiano ‏ VAI |
| ---------------------------------- | ---------------------------------- | ---------------------------------- |
| م                                  | عداء                               | مرتبة                              |
| 121                                | Letizia Borghesi ‏                  | 7                                  |
| 122                                | Inga Češulienė ‏                    | 41                                 |
| 123                                | راسا ليليفيتو                      | 26                                 |
| 124                                | Giulia Marchesini ‏                 | لم يكمل السباق-2                   |
| 125                                | Valentina Scandolara ‏              | لم يكمل السباق-2                   |
| 126                                | Gemma Sernissi ‏                    | لم يكمل السباق-2                   |

| ساس ماكوجيب ‏ MTG | ساس ماكوجيب ‏ MTG   | ساس ماكوجيب ‏ MTG |
| ---------------- | ------------------ | ---------------- |
| م                | عداء               | مرتبة            |
| 131              | Luce Bourbeau‏      | لم يكمل السباق-2 |
| 132              | Morgane Coston ‏    | لم يكمل السباق-2 |
| 133              | Kerry Jonker ‏      | 67               |
| 135              | Callie Swan‏        | لم يكمل السباق-1 |
| 136              | Balladyne Tritsch ‏ | لم يكمل السباق-2 |

| فريق سويسرا لركوب الدراجات للسيدات 2021 ‏ SUI | فريق سويسرا لركوب الدراجات للسيدات 2021 ‏ SUI | فريق سويسرا لركوب الدراجات للسيدات 2021 ‏ SUI |
| -------------------------------------------- | -------------------------------------------- | -------------------------------------------- |
| م                                            | عداء                                         | مرتبة                                        |
| 141                                          | Linda Indergand ‏                             | 16                                           |
| 142                                          | Sina Frei ‏                                   | 10                                           |
| 143                                          | كارولين باور                                 | 27                                           |
| 144                                          | Alessandra Keller ‏                           | 38                                           |
| 145                                          | Jolanda Neff ‏                                | 4                                            |
| 146                                          | Aline Seitz ‏                                 | 62                                           |

| BeCycling Regional Team‏ ___ | BeCycling Regional Team‏ ___ | BeCycling Regional Team‏ ___ |
| --------------------------- | --------------------------- | --------------------------- |
| م                           | عداء                        | مرتبة                       |
| 151                         | SUI                         | 51                          |
| 152                         | Nicole Koller ‏              | 30                          |
| 153                         | Lara Krähemann ‏             | 31                          |
| 154                         | Annika Liehner ‏             | 49                          |
| 155                         | Andrea Waldis ‏              | 29                          |
| 156                         | Linda Zanetti ‏              | 33                          |

| Velo 67‏ ___ | Velo 67‏ ___      | Velo 67‏ ___      |
| ----------- | ---------------- | ---------------- |
| م           | عداء             | مرتبة            |
| 161         | Jutta Stienen ‏   | 73               |
| 162         | SUI              | 75               |
| 163         | SUI              | لم يكمل السباق-1 |
| 164         | Daniela Schwarz ‏ | 69               |
| 165         | SUI              | 71               |
| 166         | SUI              | لم يكمل السباق-2 |

## التصنيف العام النهائي
| التصنيف العام         | التصنيف العام     | التصنيف العام   | التصنيف العام      | التصنيف العام |
| العداء                | العداء            | البلد           | الفريق             | الوقت         |
| --------------------- | ----------------- | --------------- | ------------------ | ------------- |
| 1                     | Lizzie Deignan    | المملكة المتحدة | Trek-Segafredo     | 5 س 14 د 48 ث |
| 2                     | Elise Chabbey ‏    | سويسرا          | Canyon-SRAM Racing | + 1 ث         |
| 3                     | مارلين رويسر      | سويسرا          | Alé BTC Ljubljana  | + 34 ث        |
| 4                     | Jolanda Neff ‏     | سويسرا          | سويسرا             | + 44 ث        |
| 5                     | Mikayla Harvey ‏   | نيوزيلندا       | Canyon-SRAM Racing | + 51 ث        |
| 6                     | لوسيندا براند     | هولندا          | Trek-Segafredo     | + 4 د 31 ث    |
| 7                     | Letizia Borghesi ‏ | إيطاليا         | Aromitalia Vaiano  | + 4 د 36 ث    |
| 8                     | تاتيانا جوديرزو   | إيطاليا         | Alé BTC Ljubljana  | + 4 د 36 ث    |
| 9                     | إيريكا ماجندي     | إيطاليا         | Ceratizit-WNT      | + 4 د 36 ث    |
| 10                    | Sina Frei ‏        | سويسرا          | سويسرا             | + 4 د 36 ث    |
| مصدر: ProCyclingStats |                   |                 |                    |               |

### تصنيف النقاط
| تصنيف النقاط          | تصنيف النقاط      | تصنيف النقاط     | تصنيف النقاط         | تصنيف النقاط |
| العداء                | العداء            | البلد            | الفريق               | النقاط       |
| --------------------- | ----------------- | ---------------- | -------------------- | ------------ |
| 1                     | Lizzie Deignan    | المملكة المتحدة  | Trek-Segafredo       | 18 نقطة      |
| 2                     | Elise Chabbey ‏    | سويسرا           | Canyon-SRAM Racing   | 15 نقطة      |
| 3                     | مارتا باستيانيلي  | إيطاليا          | Alé BTC Ljubljana    | 12 نقطة      |
| 4                     | Tereza Neumanová ‏ | التشيك           | World Cycling Centre | 12 نقطة      |
| 5                     | الكسيس ريان       | الولايات المتحدة | Canyon-SRAM Racing   | 9 نقطة       |
| 6                     | مارلين رويسر      | سويسرا           | Alé BTC Ljubljana    | 6 نقطة       |
| 7                     | Jolanda Neff ‏     | سويسرا           |                      |              |
| 8                     | هانا بارنز        | المملكة المتحدة  | Canyon-SRAM Racing   | 6 نقطة       |
| 9                     | Linda Indergand ‏  | سويسرا           |                      |              |
| 10                    | لوسيندا براند     | هولندا           | Trek-Segafredo       | 5 نقطة       |
| مصدر: ProCyclingStats |                   |                  |                      |              |

### تصنيف الجبال
| تصنيف الجبال          | تصنيف الجبال       | تصنيف الجبال    | تصنيف الجبال       | تصنيف الجبال |
| العداء                | العداء             | البلد           | الفريق             | النقاط       |
| --------------------- | ------------------ | --------------- | ------------------ | ------------ |
| 1                     | Lizzie Deignan     | المملكة المتحدة | Trek-Segafredo     | 5 نقطة       |
| 2                     | إيريكا ماجندي      | إيطاليا         | Ceratizit-WNT      | 5 نقطة       |
| 3                     | Sina Frei ‏         | سويسرا          |                    |              |
| 4                     | Mikayla Harvey ‏    | نيوزيلندا       | Canyon-SRAM Racing | 2 نقطة       |
| 5                     | مارلين رويسر       | سويسرا          | Alé BTC Ljubljana  | 1 نقطة       |
| 6                     | Jolanda Neff ‏      | سويسرا          |                    |              |
| 7                     | Alessandra Keller ‏ | سويسرا          |                    |              |
| مصدر: ProCyclingStats |                    |                 |                    |              |

## تصانيف فرعية

### تصنيف أفضل شاب
| تصنيف أفضل شاب        | تصنيف أفضل شاب       | تصنيف أفضل شاب | تصنيف أفضل شاب                     | تصنيف أفضل شاب |
| العداء                | العداء               | البلد          | الفريق                             | الوقت          |
| --------------------- | -------------------- | -------------- | ---------------------------------- | -------------- |
| 1                     | Mikayla Harvey ‏      | نيوزيلندا      | Canyon-SRAM Racing                 | 5 س 15 د 39 ث  |
| 2                     | Letizia Borghesi ‏    | إيطاليا        | Aromitalia Vaiano                  | + 3 د 45 ث     |
| 3                     | Sina Frei ‏           | سويسرا         | سويسرا                             | + 3 د 45 ث     |
| 4                     | Tereza Neumanová ‏    | التشيك         | World Cycling Centre               | + 5 د 34 ث     |
| 5                     | Nina Buijsman ‏       | هولندا         | Parkhotel Valkenburg               | + 5 د 41 ث     |
| 6                     | Katia Ragusa ‏        | إيطاليا        | A.R. Monex Women's                 | + 5 د 43 ث     |
| 7                     | Eleonora Gasparrini ‏ | إيطاليا        | Valcar Travel & Service            | + 5 د 49 ث     |
| 8                     | Marie Le Net ‏        | فرنسا          | FDJ-Nouvelle Aquitaine-Futuroscope | + 5 د 49 ث     |
| 9                     | Noemi Rüegg ‏         | سويسرا         | Stade Rochelais Charente-Maritime  | + 5 د 49 ث     |
| 10                    | Nicole Koller ‏       | سويسرا         | سويسرا                             | + 5 د 49 ث     |
| مصدر: ProCyclingStats |                      |                |                                    |                |

## وصلات خارجية
- الموقع الرسمي
- لمحة عن سباق تور دي سويس للسيدات 2021 على موقع  ProCyclingStats   (برو  سايكلنج  ستاتس) - إحصاءات  محترفي  الدراجات.
- تور دي سويس للسيدات 2021 على موقع إحصائيات الدراجات الإحترافية (الإنجليزية)